# Eufonia nella lingua russa
Nella lingua russa è presente l'eufonia.

## Б eufonica
Viene utilizzata con о quando questa funge da preposizione:
об офигенном праздновании – a proposito di una festa straordinaria.

## О eufonica
Viene utilizzata con в quando questa funge da preposizione:
во вторник – di martedì